# ایلاکس
ایلاکس (به فرانسوی: Ailleux) یک کامین در فرانسه است که در Canton of Boën-sur-Lignon واقع شده‌است.

## خصوصیات
ایلاکس ۹٫۳۱ کیلومترمربع مساحت و ۱۴۸ نفر جمعیت دارد و ۷۰۰ متر بالاتر از سطح دریا واقع شده‌است.